# Arckanum
Arckanum est un groupe suédois unipersonnel (one-man-band) de black metal, originaire de Dalécarlie.

## Biographie
Le groupe est formé en 1993 par son unique membre, Johan « Shamaatae » Lahger, en Dalécarlie, en Suède. Shamaatae se joint initialement à son premier groupe, Conquest, à onze ans, qui deviendra plus tard Grotesque. À son départ de Grotesque, Shamaatae forme un groupe de death metal technique appelé Disinterment, qui n'enregistrera qu'une démo et jouera quelques concerts avant sa dissolution. À la fin 1992, Shamaatae décide de retourner dans le black metal et forme ainsi Arckanum l'année suivante. À l'origine un groupe à plein temps, il devient un projet solo six mois après son lancement. Après plusieurs albums, en 1998, Shamaatae quitte le label Necropolis Records se consacre à l'écriture d'ouvrage traitant du dieu Pan et du chaos, notamment.
Il reste impliqué dans la musique en jouant de la batterie pour The Hearsemen. L'album ÞÞÞÞÞÞÞÞÞÞÞ d'Arckanum est publié le 1er juin 2009. Antikosmos et ÞÞÞÞÞÞÞÞÞÞÞ font participer Set Teitan des groupes Dissection et Watain. L'album Helvítismyrkr est publié le 16 septembre 2011. Arckanum publie un nouvel album, intitulé Fenris Kindir , le 10 mai 2013 au label français Season of Mist.

## Style musical
Les paroles du groupe traitent du chaos, de la guerre et s'inspire grandement de la littérature occulte. Elles ont également la particularité d'être chantées en vieux norrois.

## Discographie

### Albums studio
- 1995 : Fran Marder
- 1997 : Kostogher
- 1998 : Kampen
- 2008 : Antikosmos
- 2009 : ÞÞÞÞÞÞÞÞÞÞÞ
- 2010 : Sviga Læ
- 2011 : Helvítismyrkr
- 2013 : Fenris kindir

### Démos
- 1993 : Demo '93
- 1994 : Trulen

### EPs
- 2002 : Boka Vm Kaos
- 2008 : Grimalkinz Skaldi
- 2008 : Antikosmos
- 2009 : Pyrmir

### Splits
- 'Kosmos Wardhin Dræpas Om Sin (2003) (split release with Contamino)
- Kaos Svarta Mar (2004) Carnal (split avec Svartsyn)
- Hadelik (2008) (split avec Sataros Grief)

### Compilations
- The 11 Year Anniversary Album (2004)